# Electro (personaje)
Electro (Max Dillon) es el nombre de varios supervillanos ficticios que aparecen en los cómics estadounidenses publicados por Marvel Comics. Creado por Stan Lee y Steve Ditko, fue presentado en The Amazing Spider-Man # 9 (febrero de 1964) como un adversario del superhéroe Spider-Man. Desde entonces, Electro ha perdurado como uno de los enemigos más prominentes del lanzaredes, aunque también ha entrado en conflicto con otros héroes, sobre todo Daredevil. Es miembro fundador de los Seis Siniestros y líder de la encarnación original de Emisarios del Mal, los primeros equipos de supervillanos en oponerse a Spider-Man y Daredevil
La historia de fondo del personaje es que era un liniero de una compañía eléctrica que se convirtió en una vida delictiva después de ser alcanzado por un rayo mientras trabajaba en una línea eléctrica y se convirtió en un capacitor eléctrico viviente. Los superpoderes de  Electro giran en torno al control de la electricidad, que puede absorber para "cargarse" a sí mismo y volverse más poderoso, adquiriendo habilidades adicionales como vuelo, fuerza sobrehumana y velocidad. Desde su concepción, el personaje ha sufrido varios cambios de diseño, desde su original traje verde y amarillo, hasta su look más moderno, distinguible por su piel azul y calvicie. Aunque Max fue asesinado en The Amazing Spider-Man vol. 4 # 17 (octubre de 2016), se ha presentado una segunda  Electro, Francine Frye, desde entonces.
Fuera de los cómics,  Electro ha aparecido en varias adaptaciones de medios de Spider-Man, incluidas películas, series de televisión y videojuegos. El personaje hizo su debut cinematográfico en The Amazing Spider-Man 2 de 2014, donde fue interpretado por Jamie Foxx y volvió a interpretarlo por última vez en Spider-Man: Sin Camino A Casa (2021) uniéndose al Universo Cinematográfico de Marvel.
En 2009, fue clasificado como el villano número 87 más grande de cómics de todos los tiempos según una lista publicada por IGN.

## Historial de publicaciones
La versión de Electro de Maxwell Dillon fue creada por Stan Lee y Steve Ditko, y apareció por primera vez en The Amazing Spider-Man # 9 (febrero de 1964).
El personaje también es conocido como el miembro de los Cuatro Terribles que luchan contra Los 4 Fantásticos. También es el primer gran villano de Marvel que se escribe en la historia de la publicación como el combate contra Daredevil. Incluso siendo el fundador y líder del equipo de supervillanos que se le oponen, los Emisarios del Mal.

## Historia

### Maxwell Dillon
Mientras que Maxwell "Max" Dillon un ingeniero eléctrico y liniero, estaba reparando una línea eléctrica, un extraño accidente de rayos causó un cambio mutagénico que lo transformó en un condensador eléctrico vivo. Sus poderes inicialmente eran débiles, por lo que pasó algún tiempo robando equipos eléctricos de Industrias Stark para cargarse. Durante este tiempo, fue abordado por Magneto, quien lo consideró un recluta potencial para su Hermandad de Mutantes, alegando que el poder de Dillon rivalizaba con el suyo, pero Dillon se negó. Al día siguiente, Dillon fue confrontado por un matón de poca monta del que había estado pidiendo prestado dinero para pagar la maquinaria que necesitaba. Cuando el matón lo apuntó con un arma porque todavía no le había devuelto el dinero, respondió disparando un rayo en el pecho del matón, la primera vez que Dillon mató a alguien. Luego, tomando el nombre de "Electro", recurrió a la vida de un criminal profesional, siendo su primera víctima J. Jonah Jameson. Electro irrumpió en el Daily Bugle. Construyendo y robando de la caja fuerte de Jameson justo en frente de él. Jameson acusó a Spider-Man de ser una identidad alternativa de Electro, lo que provocó que Spider-Man demostrara que el editor estaba equivocado. Durante su primer enfrentamiento, Spider-Man casi muere después de tocar al villano con carga eléctrica. Spider-Man finalmente usó una manguera contra incendios para cortocircuitar a Electro mientras usaba guantes de goma para protegerse.
Electro confrontó a Daredevil por primera vez cuando intentaba ingresar al Edificio Baxter. Él fue nuevamente derrotado. Electro más tarde se unió al original Seis Siniestros, y fue el primer miembro del grupo en luchar contra Spider-Man, luchando contra él en una planta de Stark, cuando Spider-Man esquivó un rayo de electricidad y se dio cuenta de que sus poderes habían regresado. Electro perdió su poder cuando el poder fue cortado por Spider-Man. Spider-Man recibió una carta de él que lo llevó a luchar contra Kraven el Cazador. Electro atacó a los Cuatro Fantásticos en la boda de Sue Storm y Reed Richards, bajo el control del Doctor Doom, es una máquina de control mental, pero debido a Mr. Fantástico él, al igual que los otros villanos, no tiene memoria del incidente. Más tarde reclutó los segundos Emisarios del Mal en un complot de venganza contra Daredevil por derrotas anteriores. Este grupo consistía en Gladiador, Zancudo, Leap-Frog y Matador.
Electro fue contratado más tarde por J. Jonah Jameson para derrotar a Spider-Man en la televisión nacional. Se encontró con Daredevil nuevamente en San Francisco, en ese momento se puso temporalmente un disfraz modificado. Luego tomó el control de un androide Protarian que buscaba la destrucción de Omega. Luego, Electro se asoció con Ventisca contra Spider-Man y Daredevil. Electro luego intentó ayudar a una banda de delincuentes que escapaban de los Defensores.
Electro más tarde se unió a Los 4 Terribles. Como parte de los Cuatro Terribles, utilizó a Spider-Man como cebo para atrapar a los Cuatro Fantásticos. Posteriormente, luchó contra Falcon pero fue derrotado, en parte porque no consideró que Falcon fuera una amenaza seria. Electro más tarde se enteró de que puede alterar electroestáticamente la habilidad de Spider-Man para trepar en la pared. El Camaleón y Hammerhead luego enviaron al Shocker para tratar de reclutar a Electro en su organización. En cambio, luego aceptó la invitación del Doctor Octopus para reunirse con los Seis Siniestros, y luchó contra Spider-Man.
Electro luchó contra Spider-Man en innumerables ocasiones, solo o como parte de un grupo como los Seis Siniestros. También luchó contra otros héroes como Daredevil, los Cuatro Fantásticos y los Nuevos Vengadores. A pesar de su inmenso poder, casi siempre ha sido derrotado, generalmente como resultado de que sus enemigos lo burlen o aprovechen su debilidad para regar mientras están cargados.
Como resultado de sus frecuentes y a menudo embarazosas derrotas, Electro intentó tomar el suministro de energía de la ciudad de Nueva York en un intento de gloria y respeto. Spider-Man frustró este plan, sin embargo, y convenció a Electro para que abandonara su carrera criminal. Cuando Kaine (el clon loco de Spider-Man) comenzó a matar a los enemigos de Spider-Man, Electro comenzó a temer por su vida y se unió temporalmente a los Siete Siniestros de Mysterio, que se había formado para combatir a Kaine. Este grupo se disolvió rápidamente, y después de la posterior desaparición de Kaine, Electro volvió a la jubilación.
Esto cambió cuando Rose decidió financiar una técnica experimental que amplificaría las habilidades de Electro, a cambio de los servicios de Electro como ejecutor. Al ver esto como una oportunidad para elevarse por encima de la cadena de fallas que habían constituido gran parte de su vida, Electro se sometió al procedimiento. Después de pagar su deuda con la Rosa al derrotar a varios miembros de The True Believers (una rama de la famosa secta ninja llamada La Mano), un grupo de asesinos ninja que habían estado interfiriendo en las operaciones de Rose, Electro intentó demostrar su recién amplificado poderes para el mundo, una vez más tratando de tomar el control del suministro de energía de la ciudad de Nueva York. Vistiendo un traje aislado, Spider-Man lo detuvo. Electro, en un esfuerzo por hacer un gran gesto final, se arrojó al Río Hudson, mientras que su cuerpo estaba muy cargado, aparentemente matándose en una explosión.
De alguna manera sobreviviendo, Electro resurgió más tarde como parte de los Seis Siniestros reformados, formados para matar al Senador Stewart Ward y al Doctor Octopus (a quienes los otros miembros de los Seis odiaban debido a su arrogancia). Sus poderes aparentemente habían vuelto a su nivel de preamplificación, y vestía un nuevo traje azul y blanco. Cuando Venom traicionó a sus compañeros miembros Seis Siniestros, intentando matarlos uno por uno, atacó a Electro y lo dejó por muerto. Una vez más, Electro sobrevivió, y cuando volvió a aparecer había vuelto a su traje amarillo y verde.
Electro estaba trabajando con el Buitre cuando fueron atacados por Spider-Man que pensó que habían secuestrado a su tía May. Electro logró llevar a Spider-Man al borde de la derrota, utilizando sus poderes de manera más inteligente y explotando una gran cantidad de autos, incluso algunos con niños en ellos. Después de una batalla devastadora, Spider-Man lo derrotó combatiéndolo contra una refinería de gas. El Electro malherido se recuperó bastante rápido, y poco después se unió a los Doce Siniestros, dirigido por el Duende Verde, aunque él y el resto del equipo fue derrotado gracias a la intervención de los Cuatro Fantásticos, Daredevil, Capitán América, Iron Man y Yellowjacket.
Más tarde, por separado, fue contratado por Skrull Pagon (haciéndose pasar por Elektra) para liberar a Karl Lykos (también conocido como Sauron) de La Balsa, una prisión de máxima seguridad para supervillanos. Después de causar disturbios, Electro intentó huir con su novia camarera, pero fue capturado por los Nuevos Vengadores, y posteriormente se desmayó ante la perspectiva de ser golpeado por Luke Cage, usando la red de Spider-Man para protegerse de Electro.
Más tarde, Electro se unió a los "Exterminadores" de Camaleón, buscando aprovecharse de Peter Parker y sus seres queridos.
Durante la historia de Civil War, Electro fue uno de los villanos en el ejército villano sin nombre de Hammerhead cuando Iron Man y S.H.I.E.L.D. allanaron la guarida.
En Secret Invasion, Electro aparece como miembro del sindicato del crimen de Capucha y atacó una fuerza de Skrull. Después de que el Skrull se hace pasar por Jarvis y secuestra al bebé de Luke Cage y Jessica Jones, los Vengadores y los Cuatro Fantásticos comienzan a perseguir a todos los que están asociados con los Skrulls. Debido a esto, Electro es confrontado por Wolverine en un callejón donde, después de una batalla, deja a Dillon vencido e inconsciente.
Electro regresa en The Gauntlet, con una nueva imagen ya que su cara está ahora marcada con relámpagos. La actualización fue explicada por el escritor Mark Waid, quien afirmó que el artista Paul Azaceta "modificó un poco el diseño y agregó algunas cicatrices para reflejar la situación actual de Electro. A medida que la química del cuerpo comienza a cambiar a la edad media, sus poderes son mayores. Cada vez se vuelve más errático y menos fácil de controlar para él. Así que se convierte en un villano sorpresa de Marvel, alguien rara vez, si es que alguna vez lo ve en las páginas de Amazing, para subir de nivel". Durante su aparición en "The Guantlet", se revela que Electro ha perdido el control de sus poderes: además de la desfiguración física, su toque es ahora 100% letal. Deprimido y enojado con el mundo debido a esto, Electro comienza a juntar a otros parias e inadaptados en un grupo conocido como "Poder para la gente", que apunta al barón de los periódicos derechista Dexter Bennett y la Bolsa de Nueva York tras el 2008 Crisis financiera. El grupo de Electro consigue una cobertura positiva en los medios, lo que dificulta la capacidad de Spider-Man para convencer a los seguidores de Electro de su verdadera naturaleza malvada. La naturaleza engañosa de Electro lo lleva a traicionar a sus seguidores para alinearse con el Bennett amoral a cambio de ayuda para encontrar una manera de restaurar sus poderes a un nivel controlable. Mad Thinker puede idear un proceso para curar a Electro, pero Spider-Man interfiere con el proceso, convirtiendo a Electro en un rayo eléctrico artificial. Furioso, Electro cruza a Bennett y finalmente usa sus nuevos poderes para destruir el edificio el DB, paralizando a Bennett en el proceso. Al hacerlo, Electro consume tanto de su nuevo poder que Spider-Man puede neutralizarlo con sus redes. En el epílogo, Electro se encuentra con Sasha Kravinoff y Camaleón en su nueva celda. En el siguiente número que involucra a Hombre de Arena, se revela que Electro ha escapado. Bajo las órdenes de los Kravinoffs, él libera al Buitre (Jimmy Natale) fuera de la prisión.
Durante la historia de la Era Heroica, los Jóvenes Aliados sospechan que Electro tenía una hija descartada y rechazada llamada Aftershock (similar a la versión del Universo MC2) que es miembro de los Bastardos del Mal. Cuando los miembros de Jóvenes Aliados, Firestar y Gravedad luchan contra Electro, los derrota y les deja vivir para que puedan difundir el mensaje de que no respalda Aftershock y el terrorismo de los Bastardos del Mal. También dice que pueden buscar cómo y cuándo obtuvo sus poderes en Internet y que no había forma de que una chica de la edad de Aftershock pudiera haber sido concebida después de obtener sus poderes: es imposible para él ser el padre de Aftershock.
Electro está más tarde presente en la escena donde Sasha Kravinoff sacrifica a Mattie Franklin como parte de un ritual que resucita a Vladimir Kravinoff como una gran criatura león humanoide.
Durante la historia del "Origen de las especies", Electro se encuentra entre los supervillanos invitados por el Doctor Octopus para unirse a su equipo de supervillanos, donde se les promete que recibirán una recompensa a cambio de asegurar algunos artículos específicos. Electro va tras Spider-Man para el infante de Amenaza. Anticipándose al plan de Spider-Man de llevar al bebé a un hospital, Electro espera en el hospital más cercano en el área de Spider-Man hasta que aparece Spider-Man. Los dos comienzan a luchar hasta que Hombre de Arena interfiere y Spider-Man engaña a Electro para que electrocuta al Hombre de Arena, convirtiéndolo en vidrio. Trozos de vidrio volando golpean a Electro, aturdiéndolo temporalmente y permitiendo que Spider-Man escape. Spider-Man se enfurece contra todos los villanos después de que el Camaleón lo engaña haciéndole creer que el bebé está muerto. Él derrota a Electro en Vinegar Hill, Brooklyn.
En la historia de Big Time, Electro se convierte en miembro de los nuevos Seis SIniestros del Doctor Octopus y ayuda a Camaléon a entrar en una base de la fuerza aérea en Nueva Jersey. Electro estaba con los Seis Siniestros cuando se trataba de luchar contra Inteligencia. Durante un conflicto entre la Inteligencia y los Seis Siniestros, Mad Thinker pudo desactivar brevemente los poderes de Electro, pero fue tomado por sorpresa cuando Electro lo atacó físicamente, la sorpresa del ataque permitió a Electro vencer a Mad Thinker. Durante la historia de Hasta el fin del mundo, a pesar de que los Seis Siniestros estaban preparados para una pelea con los Vengadores, Electro fue el primero del equipo en ser derrotado, siendo arrojado a la atmósfera superior por Thor, distraído por su incapacidad para atacar la nueva armadura de alta tecnología de Spider-Man.
Electro regresa a la Tierra e intenta vengarse de Thor forzando a un científico de A.I.M. a convertirlo para generar protones en lugar de electrones, pero es derrotado cuando Superior Spider-Man (la mente del Doctor Octopus en el cuerpo de Spider-Man) logra convertirlo en una corriente de protones y lo atrapa. Superior Spider-Man coloca Electro en contención junto a Hombre de Arena en su laboratorio submarino oculto. Electro, Camaleón, Hombre de Arena, Mysterion y el Buitre más tarde se ve como parte de un equipo dirigido por el Superior Spider-Man llamado "Superior Six". Superior Spider-Man ha estado controlando temporalmente sus mentes para redimirlos por sus crímenes. Lo hace obligándolos a hacer actos heroicos contra su voluntad, algunos de los cuales casi los matan. Cada vez que él termina de controlarlos, los regresa a sus celdas de contención. Finalmente se liberan del control del Superior Spider-Man e intentan vengarse de los ladrones de pared, casi destruyendo Nueva York para poder hacerlo. Con la ayuda de Sun Girl, Superior Spider-Man apenas puede detener a los Seis Superiores.
Electro fue visto luchando contra Punisher en Los Ángeles, California.
Tras la conclusión de la historia de The Superior Spider-Man que devuelve al verdadero Spider-Man, Electro ingresa al Bar sin nombre y es presentado a los sirvientes de Hobgoblin por su amigo y cantinero Deke. Los villanos comienzan a bromear sobre el sombrío Electro. Uno menciona cómo Thor lo lanzó al espacio. Otro sobre cómo "Spider-Man" lo hizo parte de los Seis Superiores. Y otra más acerca de cómo Electro fue sacado por el Punisher a pesar de la falta de poderes de este último. Electro se enoja y comienza a chispear, pero el cantinero controla la situación comentando lo malo que es el Castigador y con cumplidos como sacar a tantos villanos de la Balsa, lo que le valió el respeto de Crossbones y el Conde Nefaria. Esto no detiene a los demás, sin embargo. Decidido a ser respetado, Electro regresa a la Balsa, listo para otra escapada a pesar de que el Duende Verde ha hecho lo mismo recientemente y el hecho de que fue rebautizado como Spider-Island II. Él envía una mancha de electricidad, pero crece excesivamente grande y Electro no puede apagarlo. Finalmente agota todo su poder, pero cuando esto sucede, se desmaya y muchos de los villanos que intentó escapar ahora están muertos. Jurando venganza, Electro pronto se da cuenta de lo que le causó esto: experimentos realizados por "Spider-Man". Electro más tarde visita a su amiga Francine Frye y mantiene su distancia debido a sus poderes incontrolables. Francine comienza a besar a Electro solo para terminar muriendo por electrocución. A instancias de Peter Parker, Industrias Parker está probando una red anti-Electro que puede capturar Electro. Electro es visto más tarde con la Gata Negra cuando atacan el escondite de Anguila donde Electro lo derrota. Electro y Gata Negra más tarde colapsan la reunión entre Señor Negativo y Phil Urich (quien está liderando los restos del trasgo Duende como el autoproclamado Rey Duende) donde arrojan el cuerpo al área donde está la reunión. Durante la entrevista de Peter Parker en el Canal de hechos, Electro ataca al equipo de seguridad en el canal y Gata Negra llega anunciando su demanda de que si Spider-Man no aparece en quince minutos, Peter Parker estará muerto. Electro se queja del plan, pero Gata Negra sigue decidido a que aparezca Spider-Man, pero luego llega Silk para enfrentarse a ambos, dándole a Peter el tiempo para convertirse en Spider-Man y ponerse en acción para ayudar a Silk. Mientras lucha contra Electro y Spider-Man con Gata Negra, J. Jonah Jameson permanece en el canal forzando al camarógrafo a filmar la acción. Electro no logra detener a Silk, pero Gata Negra redirige a Electro al golpearlo en el proceso. Electro presiona a Sajani para que le diga cuán efectivas serán las trampas Anti-Electro en la eliminación de sus poderes, pero Gata Negra interrumpe su conversación para preguntarle cómo funciona el dispositivo. Ambos se infiltran en la demostración, encajando a Electro en el disfraz de "Falso Electro", mientras Gata Negra se disfraza como una de las operadoras. Gata Negra enciende la máquina, mejorando aún más la potencia de Electro solo para ser interrumpida por Spider-Man y Silk. Electro intenta escapar, pero su cinta aislante lo protege al permitir que Silk cubra a Electro con su correa. Gata Negra cambia el plan usando el cableado para sobrecargar a Electro al poner sus poderes fuera de control, disparando sus rayos contra el helicóptero. Silk guarda el helicóptero y Spider-Man salta a la máquina, usando su cinta para cubrir a Electro con el fin de sacarlo de allí. Electro pide que lo suelten, pero Spider-Man sigue decidido a mantenerlo hasta que ambos sean salvados por Silk quien los saca de la máquina y lejos de la explosión que no pudo matar a Spider-Man como Gata Negra quería y ella escapa. Sin embargo, Electro aparentemente fue destituido y puesto bajo custodia.
Como parte del evento All-New, All-Different Marvel, un Maxwell Dillon expulsado se mostró como un recluso en las instalaciones de Andry Corrections junto a Lagarto. Al salir de la prisión, Rhino se encuentra con un misterioso hombre vestido de rojo que ofrece restaurar los poderes de Electro a cambio de sus servicios. Chacal y Lagarto trabajan en el procedimiento que volvería a Maxwell Dillon. Cuando Dillon se mostró reacio a seguir con el procedimiento, Chacal trae a una mujer a quien Dillon reconoce como Francine Frye sin las perforaciones y los tatuajes que están en su cuerpo. Dillon acepta continuar con el procedimiento. El Chacal clonó a Francine del ADN tomado de su mejilla carbonizada. Francine observa el intento del Chacal de restaurar los poderes de Dillon, pero el experimento falla cargando su traje pero no su cuerpo. Inesperadamente, el ADN en la saliva de Dillon que se mezcló con el propio ADN de Francine atrae la energía eléctrica a Francine. Deseando más, Francine se inclina para besar a Dillon y lo mata en el proceso mientras absorbe sus poderes ya que la acción resultante quema el cuerpo de Dillon.

### Francine Frye
Francine Frye es una mujer fanática de los supervillanos. En algún momento, ella se hizo amiga de Electro. En el momento en que Electro estaba perdiendo el control de sus habilidades, ella fue visitada por él. Cuando intenta besar a Electro, Francine muere por electrocución.
Chacal más tarde la revivió como un clon, donde no tiene sus pírsines o tatuajes. Ella fue convocada por Chacal para ayudar a persuadir a Electro de continuar con el procedimiento que lo volvería a utilizar.
Resultó que la saliva de Electro estaba mezclada con el ADN de Francine, lo que la llevó a besar a Dillon lo suficiente como para matarlo y convertirse en el segundo Electro. Más tarde se encontró con Merodeador, en el momento en que se infiltró en New U Technologies. Durante la persecución, Electro causó accidentalmente la aparente muerte de Merodeador y causó que Chacal hiciera un clon de él.
Durante la historia de Dead No More: The Clone Conspiracy, Francine ayuda a Rhino a atacar a Spider-Man cuando se infiltra en New U Technologies. Ambos son derrotados. Cuando Merodeador no ha regresado de su misión a Alcatraz, los villanos que clonó comienzan a pelear lo suficiente para que Chacal envíe a Francine para que el clon de Madame Web encuentre a Merodeador. Francine sorprende las respuestas del clon de Madame Web mientras Julia Carpenter lo siente de su lado. Después de que Julia Carpenter escapa, Francine se enfrenta a Merodeador cuando su cuerpo comienza a fallar. Merodeador intenta escapar de la ira de Francine en Alcatraz, lo que resulta difícil con sus poderes y su cuerpo agonizante. Usando sus armas, la tienda de regalos y su pensamiento estratégico, Merodeador logra vencer a la simple mente de Francine. Cuando la policía de Chacal se contacta, el Jefe Anderson le dice dónde está el clon de Gwen Stacy, Chacal envía a Rhino y Electro a Horizon University. Cuando recuperan el clon de Gwen Stacy, ella les dice que traigan a Kaine debido a que su encuentro con el virus Carrion podría ayudar en la investigación de Chacal. Anna Marie Marconi les convence para que la traiga también, ya que también estudió Kaine y la droga. Ambos villanos aceptan los términos. Electro más tarde ayuda al Doctor Octopus a luchar contra Spectro, después de su intento fallido de escapar con un sujeto de prueba, donde ella es capaz de noquearlo. Junto con Kaine, Electro estaba siendo estudiado por el Doctor Octopus para descubrir cómo perfeccionar el "Proto Clone". Cuando Spider-Woman de Tierra-65 intenta liberar a Kaine, es atacada por Electro. Cuando Spider-Woman de Earth-65 deja a Merodeador en un callejón cuando se muestra débil para continuar, es encontrado por Electro. Julia Carpenter llega y rechaza a Electro mientras le dice a Merodeador que Spider-Man ha estabilizado las células humanas y clónicas. Cuando Electro domina a Julia, Merodeador se sacrifica para detener a Electro y muere en los brazos de Julia. Electro es uno de los pocos clones que pudo sobrevivir a la frecuencia inversa y escapó.
Electro aparece más tarde como un miembro de los Seis Sinestros dirigido por Aaron Davis en una armadura de Araña de Hierro recolororado. Ella los acompañó en su misión de robar un Helicarrier de S.H.I.E.L.D. fuera de servicio.

## Poderes y habilidades
Un campo magnético inusualmente configurado se crea cuando Dillon fue alcanzado por un rayo mientras se mantiene vivo, cables de alta tensión y un carrete de cable de la herida de una pulgada, otorgándole poderes sobrehumanos. Electro puede generar grandes cantidades de electricidad, teóricamente hasta aproximadamente un millón de voltios. Se puede emplear esta energía electrostática como arcos de rayos de sus dedos, y su carga máxima es más que suficiente para matar a un ser humano normal.
Cuando su cuerpo se carga a niveles altos, se convierte en una fuerza sobrehumana y rápido. También puede deslizarse a través de líneas eléctricas mediante el uso de la energía eléctrica contenida en el mismo para la propulsión, y en ocasiones ha sido mostrado a montar en realidad en los relámpagos. Durante una temporada en la cárcel, el Doctor Octopus le dio ideas de metales ionizante y provocando el petróleo en el tanque de combustible de un vehículo como una manera de generar explosiones. Se puede cargar a sí mismo para hacerse más poderoso. También puede absorber la energía de los equipos eléctricos tales como una planta de energía para aumentar aún más sus poderes.
En New Avengers, se le mostró a volar y manipular grandes cantidades de electricidad y maquinaria, cuando liberó a todos los prisioneros en la Isla de Ryker.
Un procedimiento experimental aumentaba sus poderes, lo que permite Electro almacenar y absorber una cantidad aparentemente ilimitada de energía eléctrica. También pareció ganar el poder sobre el magnetismo a un cierto grado, lo que le permite manipular los campos magnéticos y mover objetos de una manera similar a la de Magneto, y podría superar su vieja debilidad al agua mediante el uso de los campos electromagnéticos alrededor de él para vaporizar el agua antes de que pudiera tocarlo. Hizo a Spider-Man, ruego mediante la estimulación de las corrientes bioeléctricas en su cerebro, y fue capaz de derrotar a Nate Grey mediante la manipulación de dichas corrientes en el cerebro de Nate a su vez sus propios poderes psíquicos contra él.
Electro puede anular cualquier dispositivo accionado eléctricamente y manipularlo según sus órdenes mentales.
Mediante el uso de una fuente de alimentación eléctrica externa para recargar las reservas de energía de su cuerpo, Electro podría gastar electricidad indefinidamente sin disminuir sus reservas personales. Cuando está completamente cargada, Electro es extremadamente sensible a cualquier cosa que pueda "cortocircuito" de él, como el agua.
Electro propulsa a sí mismo a lo largo de las líneas de fuerza magnética en objetos que tienen un gran potencial eléctrico, tales como líneas eléctricas de alta tensión. También puede crear puentes para atravesar electrostáticas sobre, a costa de un gran gasto de energía.
Durante los acontecimientos de la historia "Ruta suicida", Electro se convirtió en un rayo artificial vivir, que le permite viajar a través de los aparatos eléctricos, tales como ir a través de una bombilla de luz y salir a través de cualquier otro dispositivo electrónico conectado a la fuente de alimentación. También fue capaz de transmitir a sí mismo a través de la red de Spider-Man.

## Otras versiones

### Casa de M
En la realidad de la Casa de M, Electro es uno de los amigos de Rhino (junto con Buitre y Ox ) que lo ayudó a atacar y detener al Duende Verde por arruinar la mejor oportunidad de una buena vida que Rhino haya tenido.

### Ultimate Marvel
En esta versión de Ultimate Marvel, Electro es un joven calvo que es reclutado por Justin Hammer para someterse a unos experimentos para recrear el Suero del Supersoldado. Al no dar efecto, obtiene un poder sobre la electricidad. Al final, Justin se lo vende a Kingpin, quien le hace pelear contra Spider-Man y vence. Pero la segunda vez, es derrotado al ser lanzado contra una caldera.
Tras estar semanas en coma, es rescatado y llevado a un hospital, donde dos agentes le interrogan sobre su procedencia, pero este reactiva sus poderes y mata a los agentes, escapando pero siendo detenido por los Ultimates.
Sería incluido en una terapia de grupo junto a Norman Osborn, Doctor Octopus y el Hombre de Arena. Tras escapar, ataca la Casa Blanca y lucha contra los Ultimates, sobre todo contra Thor dado su control de la electricidad.

## Otras apariciones

### Televisión
- La encarnación de Max Dillon de Electro hace un cameo en el episodio "Dr. Doom's Day", como parte del segmento "Namor" de la serie animada de The Marvel Super Heroes
- La encarnación de Max Dillon de Electro aparece en la serie animada Spider-Man de la década de 1960, con la voz de Tom Harvey. Debutando en el episodio, "Electro the Human Lightning Bolt", roba la casa de J. Jonah Jameson, por lo que Spider-Man recibe la culpa. Después de que el héroe derrota a Electro, deja al villano fuera de la ventana de la oficina de Jameson. En el episodio "Killowatt Kaper", Electro sale de la cárcel usando una cometa de metal durante una tormenta para recargarse antes de cortar la electricidad de la ciudad para exigir un gran rescate hasta que Spider-Man lo derrota una vez más. En el episodio "Para atrapar una araña", el Dr. Noah Boddy libera a Electro, el Duende Verde y el Buitre de la prisión para matar a Spider-Man, que usa el ventriloquismo para engañarlos para que luchen y se derroten entre sí.
- La encarnación de Max Dillon de Electro aparece en la serie animada Spider-Man and His Amazing Friends, con la voz de Allan Melvin. En el episodio "Videoman", crea al villano titular para ayudarlo a derrotar a Spider-Man, Iceman y Firestar. Electro más tarde hace un cameo en "Attack of the Arachnoid" como un preso en la Isla Ryker.
- Una variación de Electro aparece en el episodio de cinco partes de la serie animada Spider-Man de la década de 1990 "Six Forgotten Warriors", con la voz de Philip Proctor.[69] Esta versión es Rheinholt Schmidt, un nazi alemán que se ha hecho pasar por el jefe de policía ruso Rheinholt Kragov durante la mayor parte de su vida. Pasó varios años buscando a su padre, el Cráneo Rojo, y haciéndose pasar por él en un intento por hacerse con el control de su arma del fin del mundo. Una vez que Spider-Man, Kingpin y Insidious Six recuperan las llaves y la caja necesarias para acceder a ella, Rheinholt los atrapa a excepción de su hermanastro, el Camaleón, que traiciona al Kingpin para ayudarlo a acceder al arma del fin del mundo y liberar al Cráneo Rojo de su prisión de vórtice de energía. Liberado, Cráneo Rojo usa el arma en Rheinholt, convirtiéndolo en Electro. Enojado con su padre por arriesgar su vida, decide apoderarse del mundo por sí mismo, pero Spider-Man engaña a Electro para que se atrape en el vórtice de energía antes de destruir la máquina.
- Una versión Contra-Tierra de Electro aparece en el episodio de la serie animada de Spider-Man Unlimited "Ill-Met By Moonlight", con la voz de Dale Wilson. Esta versión es una anguila eléctrica Bestial que posee electrokinesis y sirve al Alto Evolucionador protegiendo su base antes de ser derrotado por Spider-Man.[70]
- La encarnación de Max Dillon de Electro aparece en Spider-Man: The New Animated Series, con la voz de Ethan Embry. Esta versión de Dillon es un adolescente adicto y amigo de Peter Parker que asiste a la Universidad Empire State. Se convierte en Electro en el episodio "La Fiesta" después de ser cubierto por una sustancia desconocida y alcanzado por un rayo. Electro inmediatamente busca vengarse de los estudiantes que lo acosaron, matando a su líder antes de que Spider-Man lo debilite y lo obligue a retirarse a un sistema eléctrico subterráneo. Electro regresa en el episodio "Cuando las chispas vuelan", habiendo recuperado sus poderes y conspirando para transformar a su enamorada, Sally Thompson, en un ser energético como él. Sin embargo, Spider-Man y sus aliados lo atrapan en una batería de contenedor de almacenamiento de alto voltaje antes de arrojarlo al río Hudson.
- La encarnación de Max Dillon de Electro aparece en la serie The Spectacular Spider-Man con la voz de Crispin Freeman.[71] Debutando en el episodio "Interacciones", Dillon se transforma en un capacitor eléctrico viviente después de un extraño accidente que involucra rayos eléctricos y anguilas genéticamente alterados. Luego, lo colocan en un traje de cuerpo aislado para contener la bioelectricidad que su cuerpo ahora produce e intenta llevar una vida normal nuevamente. Después de un encuentro con Spider-Man, quien lo confunde con un supervillano, Dillon recurre al crimen y adopta el nombre de "Electro". Ataca al Dr. Curt Connors, exigiéndole que lo cure de su condición, pero Spider-Man interfiere y derrota a Electro.[72][73] En el episodio "Terapia de grupo", Electro saca a otros cinco supervillanos de la cárcel y se une a ellos para formar los Seis Siniestros y vengarse de Spider-Man, aunque son derrotados por él con su traje de simbionte.[74] En el episodio "Refuerzo", Electro se une a los Seis Siniestros reensamblados por Master Planner y continúa trabajando para él hasta que Spider-Man derrota a Electro y es puesto bajo custodia policial en el siguiente episodio, "Shear Strength".[75][76]
- La encarnación de Max Dillon de Electro aparece en la serie animada Ultimate Spider-Man, con la voz de Christopher Daniel Barnes.[77] Esta versión de Dillon es un viejo enemigo de Spider-Man de antes de que comenzara la serie a quien el lanzaredes lo considera incompetente.
  - En la segunda temporada, episodio 2: aquí, no se sabe el origen de Electro, pero tiene el traje clásico, y, cuando Spider-Man lo vence, e intenta derrotarlo con electro-redes, este simplemente desaparece, y más tarde se revela que él se sobrecargó en la pantalla grande de J. Jonah Jameson, llamándose así, Electro 2.0. El equipo de Spider-Man encuentra a Electro en una parte de la ciudad en la que comienza a girar algunos de los dispositivos electrónicos cercanos en armas. Spider-Man le dice a su equipo que deben actuar como un equipo para acabar con Electro. Spider-Man se le ocurre un plan que implica Electro en dirección al satélite por encima del Daily Bugle, que lo lanzó a los satélites en órbita. Spider-Man se balancea hacia la gran pantalla de televisión que se encuentra en Electro. Como Electro emerge de la pantalla, el equipo de Spider-Man lleva a cabo los clones de Electro que emergen de sus aparatos electrónicos. Electro pierde el control y sale de la pantalla en su forma normal confundirse sufran una sobrecarga de información. Spider-Man entonces golpea a Electro. Electro devuelve en forma hiper-electrificada para los episodios posteriores. En el episodio 6, "Los Seis Siniestros", Electro aparece como miembro de los Seis Siniestros junto con el Doctor Octopus, Rhino, Kraven el Cazador, Escarabajo y Lagarto. Durante la lucha en la estatua de la libertad entre el equipo de Spider-Man y los Seis Siniestros, Electro lucha contra Puño de Hierro, pero fue derrotado por Nova cuando los compañeros de Spider-Man cambiaron de oponentes. Cuando la mayoría de los Seis Siniestros fueron detenidos por SHIELD, Electro está en su celda en la que está de pie rodeado de agua. En el episodio 25, "El Regreso de los Seis Siniestros", Electro ha escapado de la Isla de Ryker y equipado con tecnología robada de OsCorp con los Seis Siniestros. Electro lucha contra Spider-Man luego con Nova y asiste al asalto en la banda del grupo de Iron Patriot, pero es finalmente derrotado por Spider-Man.
  - En la tercera temporada, aparece en las 4 partes de "El Univers-Araña", usado como energía para el Sitio Peligroso que el Duende Verde usara en viajar a otros universos arañas, hasta que al final, Spider-Man utiliza a Electro para traer a la Red de Guerreros para ayudar a derrotar a Spider-Goblin. Electro toma entonces el control del antiguo Helicarrier, que se transforma en un robot gigante, va en un alboroto en destruir la ciudad de Nueva York, hasta que es detenido por la Red de Guerreros.
  - En la cuarta temporada, el episodio 10, "Los Nuevos 6 Siniestros, Pt. 1", Electro aparece nuevamente como miembro de los Seis Siniestros en el momento cuando atacan el Triskelion.
- La encarnación de Francine Frye de Electro aparece en la segunda temporada de Spider-Man, con la voz de Daisy Lightfoot.[78] Esta versión de Frye es una adolescente afrodescendiente que usa un exoesqueleto que le otorga poderes eléctricos, que necesita recargar constantemente. En el episodio "Bring on the Bad Guys" Pt. 4, Electro embosca a Spider-Man en un intento por cobrar una recompensa por su cabeza. Después de usar un amplificador de potencia, se transforma en un ser de energía eléctrica, pero finalmente es derrotada por Spider-Man, quien la restaura y la deja por la policía. En el episodio "The Living Brain", Electro se une al Escarabajo en la lucha contra Spider-Man y la jefa de policía Yuri Watanabe dentro de una instalación de detención de supervillanos, pero son derrotados y reencarcelados. En el episodio "Brand New Day", Electro es trasladada a una nueva prisión de supervillanos llamada The Cellar. En el episodio "Goblin War" Pt. 3, Electro se convirtió en la líder de una facción de Nación Duende llamada Electro Duendes, pero es engañada para atacar y ser derrotada por Crossbones.
- La encarnación de Max Dillon de Electro aparece en la serie animada Marvel Super Hero Adventures, expresado por Ian James Corlett.

### Cine
- Se le planificó en un guion escrito por James Cameron, aunque su variación consistió en llamarlo Carlton Strand, en lugar de Max Dillon, como un millonario corrupto que obtiene sus poderes de electricidad. Se pensó en Lance Henriksen para el papel.[79][80][81][82]
- Jamie Foxx interpreta a Maxwell "Max" Dillon / Electro en dos películas de Marvel de acción real anteriormente desconectadas.
  - Aparece por primera vez en la película de 2014, The Amazing Spider-Man 2: Rise of Electro.[83] Foxx reveló que el personaje fue rediseñado para ser más sólido y que el clásico traje amarillo y verde del villano se omitiría en favor de un aspecto moderno.[84] Esta encarnación del personaje también es afrodescendiente en lugar de ser caucásica en los cómics.[85] Esta versión de Dillon es un ingeniero eléctrico en Oscorp y un "don nadie" que idolatra a Spider-Man después de que el héroe lo salvó durante una batalla contra Aleksei Sytsevich. Mientras arreglaba una línea eléctrica, se electrocutó y cayó en un tanque de anguilas eléctricas diseñadas genéticamente, que le otorgaron poderes eléctricos. Habiéndose vuelto mentalmente inestable, Dillon se dirige a Times Square para alcanzar la fama, pero se enfrenta a Spider-Man. Creyendo que este último quiere robar su fama, el primero lo ataca antes de ser sometido y enviado a Ravencroft para su estudio. Tomando el nombre de "Electro", es liberado por Harry Osborn, que necesita su ayuda para irrumpir en Oscorp y encontrar una cura para su enfermedad terminal. Electro está de acuerdo y recibe un nuevo traje para controlar sus poderes. Después de que logran entrar, Harry permite que Electro se haga cargo de la red eléctrica que diseñó y tome el control de la electricidad de Nueva York. Magnetizando sus lanza telarañas para protegerlos de los poderes de Electro, Spider-Man se enfrenta a Dillon una vez más y repara la red eléctrica dañada para que Gwen Stacy pueda reactivarla; permitiéndole sobrecargar a Electro con su propia electricidad, haciendo que su cuerpo explote.
  - Foxx repetirá su papel de Max Dillon / Electro en la película del Universo Cinematográfico de Marvel Spider-Man: No Way Home (2021).[86] Esta iteración del personaje luce un rediseño actualizado que se asemeja más a su contraparte de los cómics, mientras que carece de su apariencia azul de la encarnación de The Amazing Spider-Man 2.[87][88] Antes de convertirse en energía pura, es transportado a otro universo y recupera su forma humana después de consumir la electricidad allí. La versión del segundo universo de Spider-Man y un Hombre de Arena de un universo diferente confrontan y encarcelan a Electro en el Sanctum Sanctorum junto con otros supervillanos desplazados dimensionalmente. Spider-Man luego libera a los villanos y los convence para que le permitan curarlos y evitar sus destinos originales. Sin embargo, Duende Verde sabotea el experimento, permitiendo que Electro y los otros villanos escapen. El primero se enfrenta más tarde a Spider-Man, pero lucha contra el Spider-Man de su universo hasta que un Doctor Octopus del universo de Hombre de Arena lo cura. Dillon lamenta haber perdido sus poderes, pero Spider-Man le asegura que no es nadie y lo convence de abandonar su supervillanía antes de que Doctor Strange devuelva a Dillon y a los individuos desplazados dimensionalmente a sus respectivos universos.

### Videojuegos
- Electro aparece en el videojuego de Nintendo Entertainment System, Spider-Man - Return of the Sinister Six y en PlayStation, Spider-Man 2: Enter Electro como el villano final del juego al que hay que vencer para completar el juego.
- Ultimate Electro aparece en el videojuego de PC, Xbox 360, Wii y PlayStation 3: Spider-Man: Shattered Dimensions.
- Electro también aparece en el juego arcade de 1991 desarrollado por Sega, Spider-Man: The Videogame.
- Electro también aparece en el videojuego The Amazing Spider-Man 2: Rise of Electro después de derrotar al Kingpin.
- Electro aparece en Marvel: Ultimate Alliance 2, con la voz de Kirk Thornton.
- Varias encarnaciones de Electro aparecen como jefes en el videojuego Spider-Man Unlimited, con Christopher Daniel Barnes repitiendo su papel como todos ellos.
- Electro aparece en el videojuego para android Marvel Future Fight como jefe en la Batalla Legendaria 007 Spider.
- Electro aparece en el videojuego para playstation 4 Spider-Man (videojuego de 2018)